# Thích Phước Ngọc
Thích Phước Ngọc hay Dhammananda Thero Thích Phước Ngọc (sinh ngày 28 tháng 2 năm 1982 tại Việt Nam) nguyên là một Đại đức thuộc Giáo hội Phật giáo Tăng già Sri Lanka. Ông được ghi nhận là có nhiều đóng góp tích cực cho các hoạt động an sinh xã hội và nhân đạo, là người sáng lập cô nhi viện Phật giáo đầu tiên ở Việt Nam, tăng sĩ người Việt đầu tiên được suy cử và bổ nhiệm làm Chủ tịch Trung tâm Phát triển trẻ em Isuru Sevana của Sri Lanka, một trong những tổ chức bảo vệ và chăm sóc trẻ em lớn và uy tín nhất trực thuộc Bộ Chăm sóc trẻ em của quốc đảo này.
Ông cũng là một nhà thơ với các tập thơ viết về Phật pháp. Trong quá trình trụ trì, ông đã xây dựng những công trình tâm linh được trao bằng xác lập kỷ lục Việt Nam và kỷ lục thế giới tại chùa Phước Quang và Cô nhi viện Suối nguồn tình thương.
Năm 2022, phiên tòa sơ thẩm tại Tòa án nhân dân tỉnh Vĩnh Long ngày 22/7/2022 và phiên tòa phúc thẩm tại Tòa án nhân dân cấp cao tại Thành phố Hồ Chí Minh ngày 29/11/2022 đã tuyên án chung thân Phạm Văn Cung (tức Thích Phước Ngọc) về tội lừa đảo chiếm đạt tài sản.

## Thân thế, sự nghiệp
Thích Phước Ngọc tên khai sinh là Phạm Văn Cung, sinh tại xã Thiện Mỹ, huyện Trà Ôn, tỉnh Vĩnh Long. Ông xuất gia năm 1993 tại Tổ Đình Phước Hậu (Vĩnh Long), là đệ tử của cố Hòa thượng Thích Lưu Đoan và được ban pháp danh là Thích Phước Ngọc, tự là Pháp Lạc.
Từ năm 2000 - 2005, sau khi hoàn thành chương trình thế học và Phật học tại Việt Nam, Thích Phước Ngọc du học và hoạt động Phật sự tại Thụy Điển, Đan Mạch, Anh Quốc.
Từ năm 2006, ông về lại Việt Nam và cũng trong năm này Giáo hội Phật giáo Việt Nam bổ nhiệm ông làm Trụ trì chùa Phước Quang (tiền thân của ngôi chùa này là Trường Trung Tiểu học Bồ Đề Khánh Anh do Cố Hòa thượng Thích Thiện Hoa sáng lập).
Năm 2007, ông được Hội đồng Trị sự Trung ương Giáo hội Phật giáo Việt Nam cử vào Ban Hoằng pháp Trung ương.
Cuối năm 2007, ông đã trình đề án sáng lập Trung tâm Cô nhi viện Phật giáo Suối nguồn tình thương – một cơ sở bảo trợ xã hội cho trẻ mồ côi, khuyết tật, có hoàn cảnh khó khăn. Ngày 19 tháng 9 năm 2008, đề án được Chủ tịch Ủy ban Nhân dân tỉnh Vĩnh Long chấp thuận và ra quyết định cho phép thành lập số 1780/QĐ-UBND. Đại đức Thích Phước Ngọc làm Giám đốc, chịu trách nhiệm trong việc xây dựng và quản lý. Ngày 2 tháng 11 năm 2012, Trung tâm Cô nhi viện Phật giáo Suối nguồn tình thương được khánh thành và đi vào hoạt động.
Ngày 14 tháng 11 năm 2016, Tổ chức Hồng Thập Tự quốc tế (The International Union Red Cross) đã tôn vinh và trao huy chương vì những đóng góp của Đại đức Thích Phước Ngọc đã làm thay đổi tích cực những vấn đề nhân loại: môi trường, sức khỏe, hòa bình, nhân đạo.
Ngày 24 tháng 1 năm 2017, Chủ tịch Ủy ban Nhân dân tỉnh Vĩnh Long có Quyết định số 171/QĐ-UBND về việc giải thể cơ sở bảo trợ xã hội Trung tâm cô nhi viện Phật giáo Suối nguồn tình thương, để trở thành một bộ phận trực thuộc chùa Phước Quang theo đề nghị của Giám đốc Trung tâm cô nhi viện Phật giáo Suối nguồn tình thương và Công văn số 65/SLĐTBXH-BTXH ngày 20/01/2017 của Giám đốc Sở Lao động - Thương binh và Xã hội.
Từ năm 2019, Đại đức Thích Phước Ngọc là thành viên Tổ chức Phát triển Kỷ lục người Việt toàn cầu (VietWorld), kiêm Trưởng ban Đối ngoại Hội đồng Viện Kỷ lục Việt Nam.
Từ ngày 20 tháng 9 năm 2019, Đại đức Thích Phước Ngọc trở thành Đặc phái viên quốc tế tại Ủy ban tuyên dương khen thưởng Giáo dục Phật giáo Chính phủ Sri Lanka (International envoy to Sri Lanka government Buddhist Commendation Committee), với đạo hiệu Master Dhammananda Thero, theo Quyết định của Bộ Giáo dục Chính phủ nước Cộng hòa Xã hội chủ nghĩa Dân chủ Sri Lanka.
Đầu năm 2020, Dhammananda Thích Phước Ngọc được Ủy ban điều hành Trung tâm trẻ em Isuru Sevana Sri Lanka suy cử đảm đương vị trí Chủ tịch Trung tâm Isuru Sevana theo Quyết định ngày 16/02/2020 của Bộ Chăm sóc Trẻ em thuộc Nội các Chính phủ Sri Lanka bổ nhiệm, trở thành tăng sĩ người Việt đầu tiên được suy cử và bổ nhiệm đảm đương chức vụ này.
Ngày 6/11/2020, tại Trung tâm Điều phối ghép tạng Quốc gia, Đại đức Dhammananda Thích Phước Ngọc đã đăng ký hiến mô tạng sau khi viên tịch, với hạnh nguyện "sống là cho và chết cũng là cho tất cả những gì ta có hữu ích cho cuộc đời và người khác".

## Điều tra, khởi tố và kết án chung thân
Ngày 23/09/2020 một số báo chí trong khi viện dẫn văn bản số 349/HĐTS-VP2 của Ban thường trực Hội đồng Trị sự Giáo hội Phật giáo Việt Nam ngày 22/09/2020 cho rằng Ban thường trực Hội đồng Trị sự Giáo hội Phật giáo Việt Nam "kỷ luật", "cho hoàn tục", và "xóa tên tu sĩ" đối với ông vì "đã nhận được một số đơn tố giác Phạm Văn Cung (tức Đại đức Thích Phước Ngọc) ép buộc, lừa đảo một số tiền lớn". Ba ngày sau sự kiện, ngày 25/9/2020, Văn phòng 2 Hội đồng trị sự Trung ương Giáo hội Phật giáo Việt Nam phát hành văn bản với nội dung khẳng định thông báo ngày 22/9/2020 không quy kết Thích Phước Ngọc (Phạm Văn Cung) vi phạm pháp luật, không có chuyện ông phải hoàn tục vì bị kỷ luật.
Ngày 25/11/2020, Tuổi Trẻ Online, VTC News và một số báo mạng cho biết ông bị Cơ quan an ninh điều tra Công an tỉnh Vĩnh Long tống đạt quyết định khởi tố, tạm giam để điều tra hành vi "lừa đảo chiếm đoạt tài sản".
Ngày 3/3/2022, Viện Kiểm sát nhân dân tỉnh Vĩnh Long đã ban hành cáo trạng truy tố bị can Phạm Văn Cung và Nguyễn Tuấn Sĩ (sinh năm 1968, chạy xe ôm, ngụ thành phố Vĩnh Long) về tội lừa đảo chiếm đoạt tài sản. Trong vụ án còn một bị can khác là Lê Nguyên Khoa (36 tuổi, ngụ tại thành phố Cần Thơ), nhưng người này đã bỏ trốn, cơ quan công an đã ra quyết định truy nã. Cáo trạng cho biết bằng nhiều thủ đoạn tinh vi, Phạm Văn Cung đã lừa đảo của các bị hại gần 68 tỷ đồng, trong đó có một nữ ca sĩ bị lừa 13 tỷ đồng.
Trong hai ngày 13-14/4/2022, Tòa án nhân dân tỉnh Vĩnh Long đã tổ chức phiên tòa xét xử sơ thẩm bị cáo Phạm Văn Cung và Nguyễn Tuấn Sĩ. Tại tòa, Phạm Văn Cung đã từ chối luật sư bào chữa. Nói lời sau cùng, ông gửi lời xin lỗi đến các bị hại, người thân của mình. Bị cáo thừa nhận bản thân là người không tốt, rất hổ thẹn vì đi tu nhưng vẫn còn "chất của người đời" và gây ra hành vi lừa đảo và hai lần nhắc lại việc xin nhận mức án tử hình vì theo bị cáo, mức án chung thân mà đại diện Viện Kiểm sát nhân dân đã đề nghị là chưa tương xứng.
Chiều ngày 14/4/2022, sau 2 ngày xét xử, Hội đồng xét xử sơ thẩm Tòa án nhân dân tỉnh Vĩnh Long đã tuyên phạt bị cáo Phạm Văn Cung mức án tù chung thân và Nguyễn Tuấn Sĩ 3 năm tù cùng về tội "Lừa đảo chiếm đoạt tài sản" theo quy định tại khoản 4, điều 174 Bộ luật Hình sự.
Ngày 22/7/2022, Ủy ban nhân dân tỉnh Vĩnh Long có Tờ trình số 136/TTr-UBND gửi Thủ tướng Chính phủ đề nghị trình Chủ tịch nước hủy bỏ quyết định khen thưởng Huân chương Lao động đối với 2 tập thể và 2 cá nhân trên địa bàn tỉnh, trong đó ông Phạm Văn Cung bị đề nghị hủy bỏ quyết định khen thưởng Huân chương Lao động hạng Ba, với lý do phạm tội "lừa đảo chiếm đoạt tài sản" bị xử phạt hình phạt tù chung thân (kèm theo Bản án số 06/2022/HS-ST).
Ngày 29/11/2022, Tòa án nhân dân cấp cao tại Thành phố Hồ Chí Minh đã tuyên án phúc thẩm đối với bị cáo Phạm Văn Cung và bị cáo Nguyễn Tuấn Sĩ về tội "Lừa đảo chiếm đoạt tài sản", theo đó, Hội đồng xét xử tuyên y án chung thân đối với Phạm Văn Cung, 3 năm tù đối với Nguyễn Tuấn Sĩ cùng về tội "Lừa đảo chiếm đoạt tài sản".

## Nhận xét
Thượng Tọa Thích Đức Thiện – Phó Chủ tịch, kiêm Tổng Thư ký Hội đồng trị sự Trung ương Giáo hội Phật giáo Việt Nam từng nhận định về Đại đức Thích Phước Ngọc, được in trong phần Khai đề tập thơ Tình người muôn thuở, Nhà xuất bản Tổng hợp Thành phố Hồ Chí Minh tháng 3 năm 2010:
| “ | Cuộc sống là nhận thức được sự kiện, nhưng có một chút tình người thì mọi việc trở nên toàn diện, toàn mỹ hơn. Điều này khiến tôi cảm phục khi xem qua tập thơ của đại đức Thích Phước Ngọc, một vị xuất gia trẻ tuổi, nhưng quả là tài cao, đã thẩm thấu rất rõ nghĩa sống tình người. | ” |

## Châm ngôn hành động
"Người Chánh dùng phương pháp Tà phương pháp Tà cũng Chánh. Người Tà dùng phương pháp Chánh, phương pháp Chánh cũng Tà"

"Nhiệm vụ của bạn không phải là phán xét hay trừng phạt. Nghiệp sẽ đảm trách việc đó. Nhiệm vụ của bạn là yêu thương". (Bài đăng trên báo Nhân dân – cơ quan Trung ương của Đảng Cộng sản Việt Nam, tiếng nói của Đảng, Nhà nước  và Nhân dân Việt Nam) 

## Tác phẩm
- Con đường tôi đi - Giấy phép xuất bản: 494-09/CXB/27-76/THTPHCM, 88tr.
- Tình người muôn thuở - Giấy phép xuất bản: 206-10/CXB/45-09/THTPHCM, 120tr.
- Bần tăng thi tập - Giấy phép xuất bản: 174-12/CXB/63-21/THTPHCM, 220tr.

## Khen thưởng
- Quyết định khen thưởng số 799/QD-TTg, ngày 11/05/2016 của Thủ tướng Chính phủ nước Cộng hòa xã hội chủ nghĩa Việt Nam về việc "Đã có thành tích trong công tác xã hội từ thiện, góp phần vào sự nghiệp xây dựng chủ nghĩa xã hội và bảo vệ Tổ Quốc.[36]
- Quyết định khen thưởng số 1204/QĐ-LĐTBXH, ngày 06/09/2012 của Bộ trưởng Bộ Lao động –Thương binh và Xã hội Việt Nam về việc "Đã có thành tích xuất sắc trong lĩnh vực hoạt động xã hội từ thiện, giai đoạn từ năm 2008 đến năm 2012".
- Quyết định trao Huy chương Hồng Thập Tự Quốc Tế từ Anh quốc (The International Union Red Cross in UK) ngày 14/11/2016 về những đóng góp cho sự thay đổi tích cực của các vấn đề nhân loại: môi trường, hòa bình, nhân đạo...[37]
- Quyết định khen thưởng số 167/QĐ-BQP, ngày 18/01/2017 của Bộ trưởng Bộ Quốc phòng Việt Nam vì "Đã có thành tích xuất sắc trong công tác chăm lo chính sách hậu phương quân đội, góp phần vào sự nghiệp xây dựng và bảo vệ Tổ quốc".
- Quyết định số 860/QĐ-CTN ngày 19/5/2017 của Chủ tịch nước Cộng hòa xã hội chủ nghĩa Việt Nam, tặng Huân chương lao động hạng Ba vì "Đã có thành tích xuất sắc trong công tác xã hội từ thiện, góp phần vào sự nghiệp xây dựng chủ nghĩa xã hội và bảo vệ Tổ quốc".
- Quyết định số 1888/QĐ – MTTW ngày 02/02/2018 của Ủy ban Trung ương Mặt trận Tổ quốc Việt Nam tặng Bằng khen vì đã có thành tích xuất sắc trong thực hiện Chương trình An sinh xã hội năm 2017.

## Thông tin thêm
Thân mẫu của Đại đức Dhammananda Thích Phước Ngọc là bà Trương Thị Sáu. Sinh năm 1942 và sống trong một ngôi làng nhỏ ở Trà Ôn, tỉnh Vĩnh Long, bà hạ sinh được 6 người con trong đó Phạm Văn Cung (Thích Phước Ngọc) là con út của bà. Người chồng, 2 người con trai và 1 cháu trai của bà sau này đã cắt ái lìa gia trở thành các nhà sư. Bà qua đời ngày 28 tháng 8 năm 2020 (tức ngày 10 tháng 7 năm Canh Tý) sau một thời gian lâm bạo bệnh, hưởng thọ 79 tuổi.